# 深谷篤
深谷 篤（ふかや あつし、1973年5月27日 - ）は、愛知県幡豆郡幡豆町（現西尾市）出身のプロ野球審判員。審判員袖番号は23。

## 来歴・人物
愛工大名電高では2年夏に続き3年春は主将で甲子園に出場して本塁打。法政大学（1995年の大学選手権優勝に正選手として貢献）、卒業後三菱自動車岡崎でいずれも主に二塁手としてプレーし、1999年にセントラル・リーグ東京審判部に入局。
プロ野球の審判が入局時に話題になる場合、プロ野球選手として華々しく活躍した者が現役引退後の第2の野球人生として選んだケースというのがほとんど（読売ジャイアンツのV9戦士久保田治、阪神タイガースの日本一戦士渡真利克則、ヤクルトスワローズの日本一戦士柳田浩一が代表例）であるが、深谷は鈴木一朗（現在のイチロー）の高校時代の同級生であったという理由で話題になった。また大学では2年夏に県大会決勝で対戦した稲葉篤紀が1年上で、副島孔太は1年下。社会人では谷佳知と同僚であった。
2009年にオールスターゲームに初出場した。
2014年には、同期入局の嶋田哲也と共に日本シリーズ（阪神対ソフトバンク戦）に初出場を果たし、10月29日の第4戦（ヤフオクドーム）で球審を務めた。
2017年7月14日、地元愛知のナゴヤドームで行われたオールスターゲーム第1戦で球審を務めた。
2019年に日本で開催された第2回WBSCプレミア12スーパーラウンドおよび順位決定戦に派遣され、4試合に出場した。3位決定戦では二塁塁審を務めた。
2023 ワールド・ベースボール・クラシックでは、フロリダ州マイアミで開催の準々決勝2試合で審判を務めた。
2024年シーズンに同年齢の津川力と共にクルーチーフに昇進したが、2025年シーズンから再び一般審判員となる。

## エピソード
2010年5月1日の東京ヤクルトスワローズ対横浜ベイスターズ8回戦（神宮球場）で球審を務めた。5回裏一死二塁三塁の場面で、代打・宮本慎也の一ゴロで三塁走者の藤本敦士が本塁生還を試みると、武山真吾がタッチをしていないにもかかわらずタッチアウトと判定した。藤本はこの判定に抗議し深谷の胸ぐらを掴みかかったため、退場処分とした。試合終了後、ヤクルトの大木球団常務は、深谷の判定を不服とし、プレーの映像を添えて文書をコミッショナー事務局に提出する意向を示した。
上記の藤本以外にも2007年に広島のマーティ・ブラウン監督を侮辱行為として、2012年にDeNAの中畑清監督を暴力行為として退場処分としている。

## 審判出場記録
- 初出場：2002年4月29日、横浜対ヤクルト4回戦（横浜スタジアム）、一塁塁審
- 出場試合数：1738試合
- オールスター出場：3回（2009年、2017年、2024年）
- 日本シリーズ出場：6回（2014年、2017年、2020年、2021年、2022年、2023年）

（記録は2024年シーズン終了時）

## 表彰
- 審判員奨励賞（2016年）[8]

(記録は2022年シーズン終了時)